# Der Salzbaron
Der Salzbaron ist eine Fernsehserie aus dem Jahre 1994 nach einer Vorlage von Dieter Limbek. Die Idee zum Film stammt von Hellmut Andics, für Buch und Regie zeichnet Bernd Fischerauer verantwortlich. Die Serie ist ein Sittengemälde aus der späten k. u. k.-Zeit und verschafft einen Einblick in die Abgründe der Gesellschaft in der Zeit vor dem Ersten Weltkrieg.

## Handlung
Alexander Wandrusch, genannt Xandl, Rittmeister im Solde eines Hauptmannes zweiter Klasse, ist ein Offizier, ein liebenswerter Filou und Weiberheld. Doch laufen seine Liebesaffären besser als die Geldgeschäfte – er ist hoch verschuldet. Stationiert ist er im öden Galizien. Da er nicht adelig ist, ist ihm der Aufstieg in der k.u.k. Armee erschwert.
Im Juli 1912 informiert ihn ein Telegramm über den Tod der Baronin Josefine von Glempegg in Bad Ischl. Sie hatte Alexander, Sohn ihres Gatten mit einem Dienstmädchen, einst den Besuch der Kadettenschule ermöglicht. Nun hat sie ihm ein Gut, den „Salzhof“ und ein Deputat von 5000 Kronen hinterlassen. Der legitime Sohn, Alphons von Glempegg, Legationsrat im Außenministerium verlässt wutentbrannt die Testamentseröffnung. Er sieht die Ehre seiner Familie verletzt und versucht mit glühendem Hass Xandl aus Ischl zu vertreiben.
Diese unerwartete Erbschaft soll Xandls Leben grundlegend verändern. Erwartungsvoll betritt er eine Welt, deren Vergänglichkeit sich immer deutlicher abzeichnet. In Ischl wird Xandl mit einer fremden Welt konfrontiert. Sein ehemaliger Kamerad Ferdinand (Ferry) von Hauser, den er hier wiedertrifft, führt ihn in die große Gesellschaft ein. Alljährlich, wenn Kaiser Franz Joseph I. in Bad Ischl seine Sommerresidenz aufschlägt, wird der kleine Kurort im Salzkammergut zum Nabel der Welt. Der Erfolg des feschen Rittmeisters bei den Damen lässt nicht lange auf sich warten. Helene von Mitzko, die Verlobte Ferrys, verliebt sich auf den ersten Blick in ihn. Ihr Vater, der schwerreiche „Kohlenkönig“ Baron von Mitzko, ist derweil in finanziellen Schwierigkeiten. Um die angeschlagenen Korda-Werke zu sanieren, will er sich mit Hilfe des Generalinspekteurs Saratzky einen Auftrag für die neu entwickelte K-30-Kanone erschleichen, die der Kaiser bislang abgelehnt hat. Dafür sind ihm alle Mittel recht.
Im Laufe der Serie verlieben sich nicht nur Lotti und Helene von Mitzko in den Rittmeister, sondern auch die schöne Wäscherin Lisa Hopfinger. Diese ist seine Nachbarin auf dem Salzhof und findet bei ihm bereitwillige Aufnahme, als ihr Häuschen von einem verschmähten Liebhaber angezündet wird. Das Glück der beiden ist jedoch nur von kurzer Dauer, da sich herausstellt, dass auch Lisa das Ergebnis eines Fehltritts des Barons von Glempegg mit einer Haushälterin ist. Sie findet im alten Fürsten von und zu Lieben einen Freund und Förderer, der ihr eine Karriere als Operettensängerin und damit ein besseres Leben ermöglicht. Nach dem Tod des Fürsten geht Lisa nach Wien.
Alma von Glempegg verspielt den Familienschmuck und verpfändet geheime Unterlagen ihres Gatten, die in die Hände von Fürst Naryschkin gelangen. Alma bittet Rittmeister Wandrusch, ihr bei der Wiederbeschaffung der Unterlagen zu helfen und bietet ihm Liebesdienste an. Fürst Naryschkin wird als Spion entlarvt und bringt sich um. Auch Baron von Mitzko wird durch die Unterlagen belastet und landet später für einige Zeit im Gefängnis. Wandrusch ist der Held des Tages und soll zum Major im Generalstab befördert werden, nimmt jedoch die Beförderung nicht an, betreibt weiter seinen Abschied als Rittmeister und wird später (vermutlich wegen eines verbotenen Duells mit seinem Halbbruder Alphons v. Glempegg) unehrenhaft aus der k.u.k. Armee entlassen.
Das Verlöbnis zwischen Helene und Ferry zerbricht, als diese ihm am Vorabend der geplanten Hochzeit sagt, dass sie einen Sohn hat. Helene wird von ihrem Vater verstoßen und zieht mit ihrem Sohn auf den Salzhof zu Wandrusch, der sie heiratet und auf dem Salzhof eine Pferdezucht beginnt.

## Folgen
- Folge 1: Fremde Welten
- Folge 2: Verwirrte Gefühle
- Folge 3: Kaiserwetter
- Folge 4: Lippen schweigen
- Folge 5: Langer Abschied
- Folge 6: Letzte Walzer
- Folge 7: Einmal noch leben

## Allgemeines

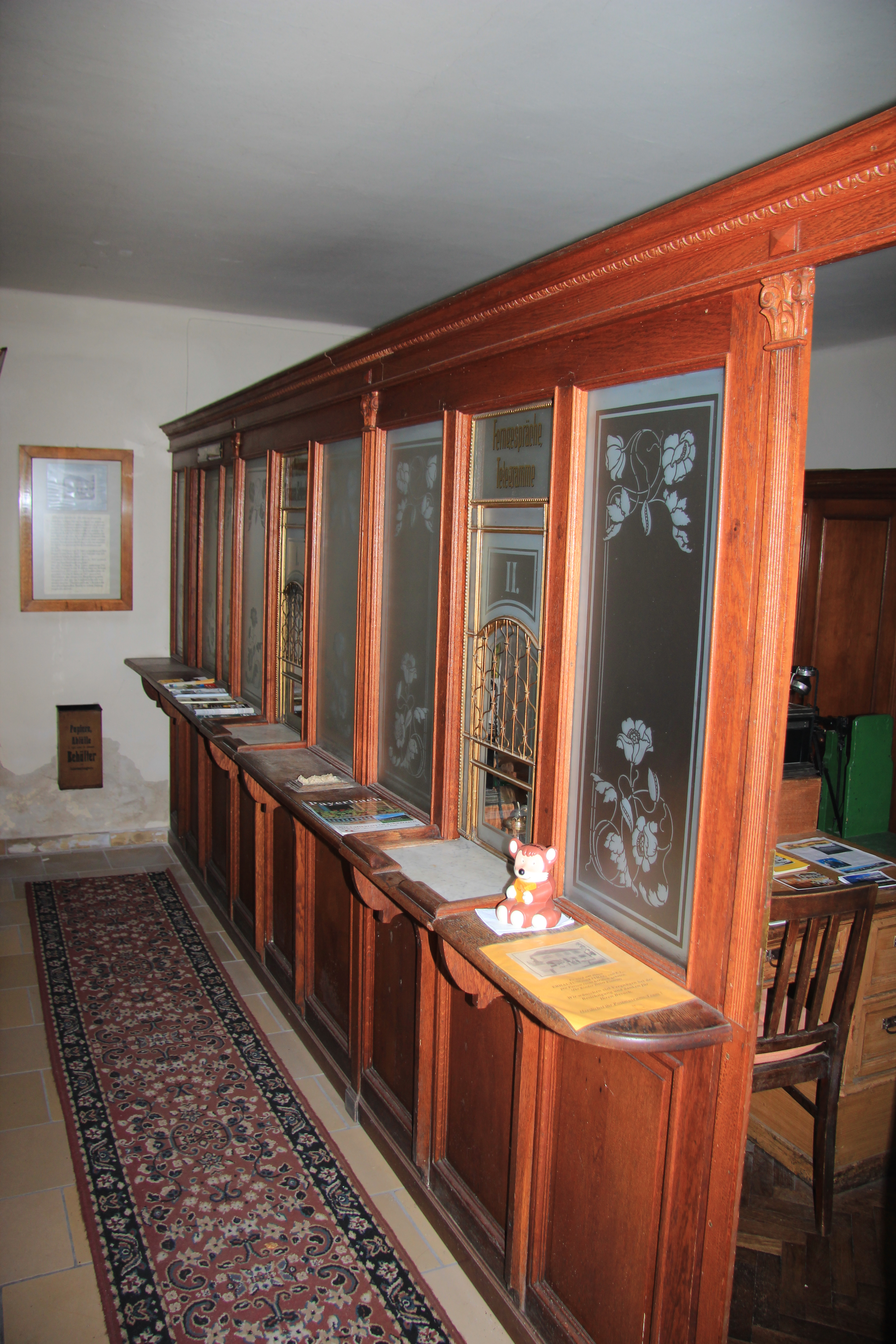
Einer der Drehorte: das Historische Postamt Küb

Die Dreharbeiten fanden u. a. an Original-Schauplätzen, wie dem ehemaligen „Hotel Post“ im Stadtzentrum von Bad Ischl statt, das eine der Hauptkulissen im Film darstellt. Postamtszenen mit Gertraud Jesserer als Fräulein Poglitsch entstanden im Historischen Postamt Küb.

## DVD-Veröffentlichung
Die Serie wurde am 7. Januar 2011 auf DVD veröffentlicht.